# دونیتسه
دونیتسه (به چکی: Dunice) یک منطقهٔ مسکونی در جمهوری چک است که در ناحیه بنشوو واقع شده‌است.